# Río Yacuma

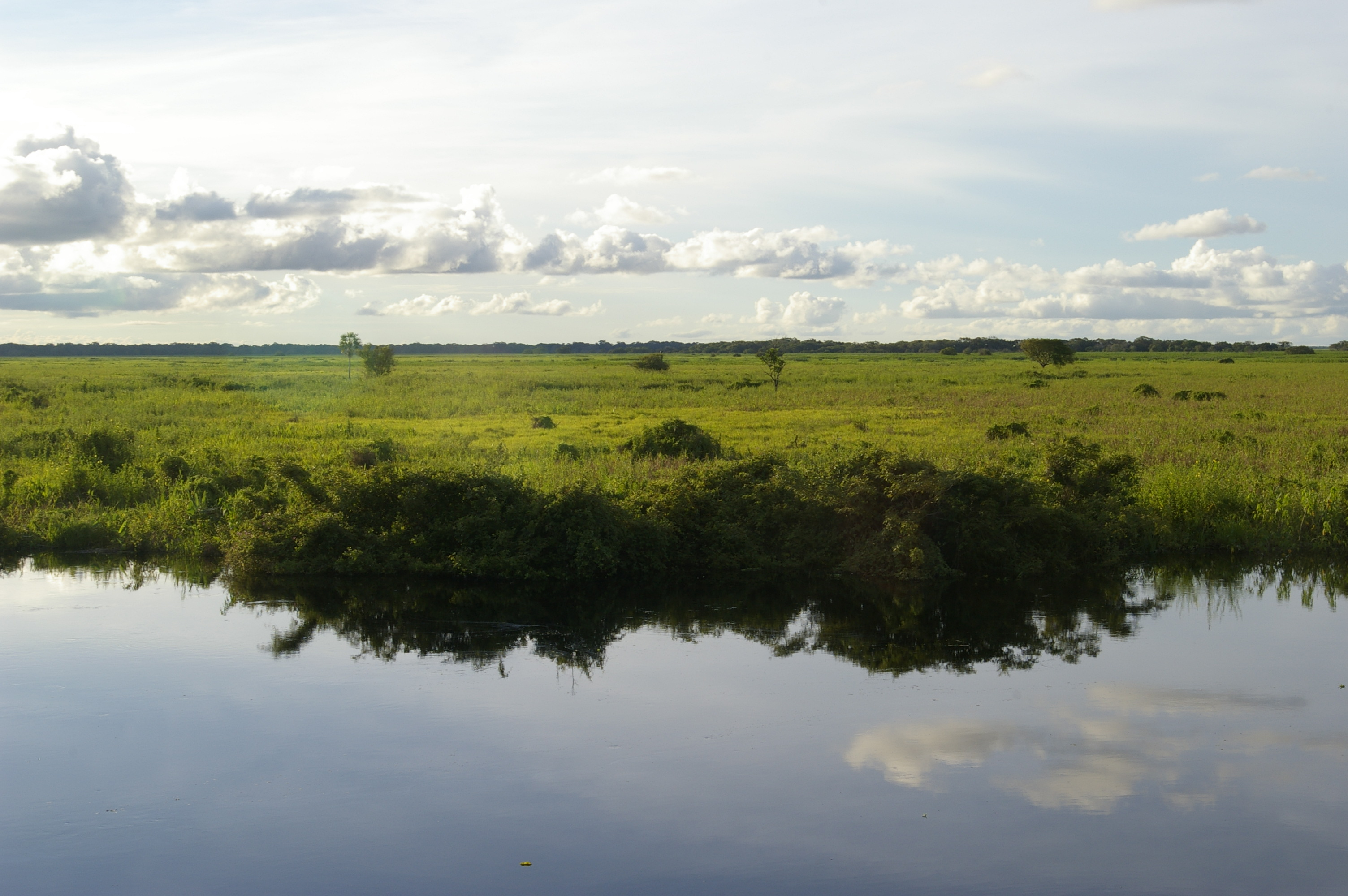
Sabana del Beni (atravesada por el río Yacuma).

El río Yacuma es un río amazónico boliviano que discurre por el departamento del Beni.

## Geografía

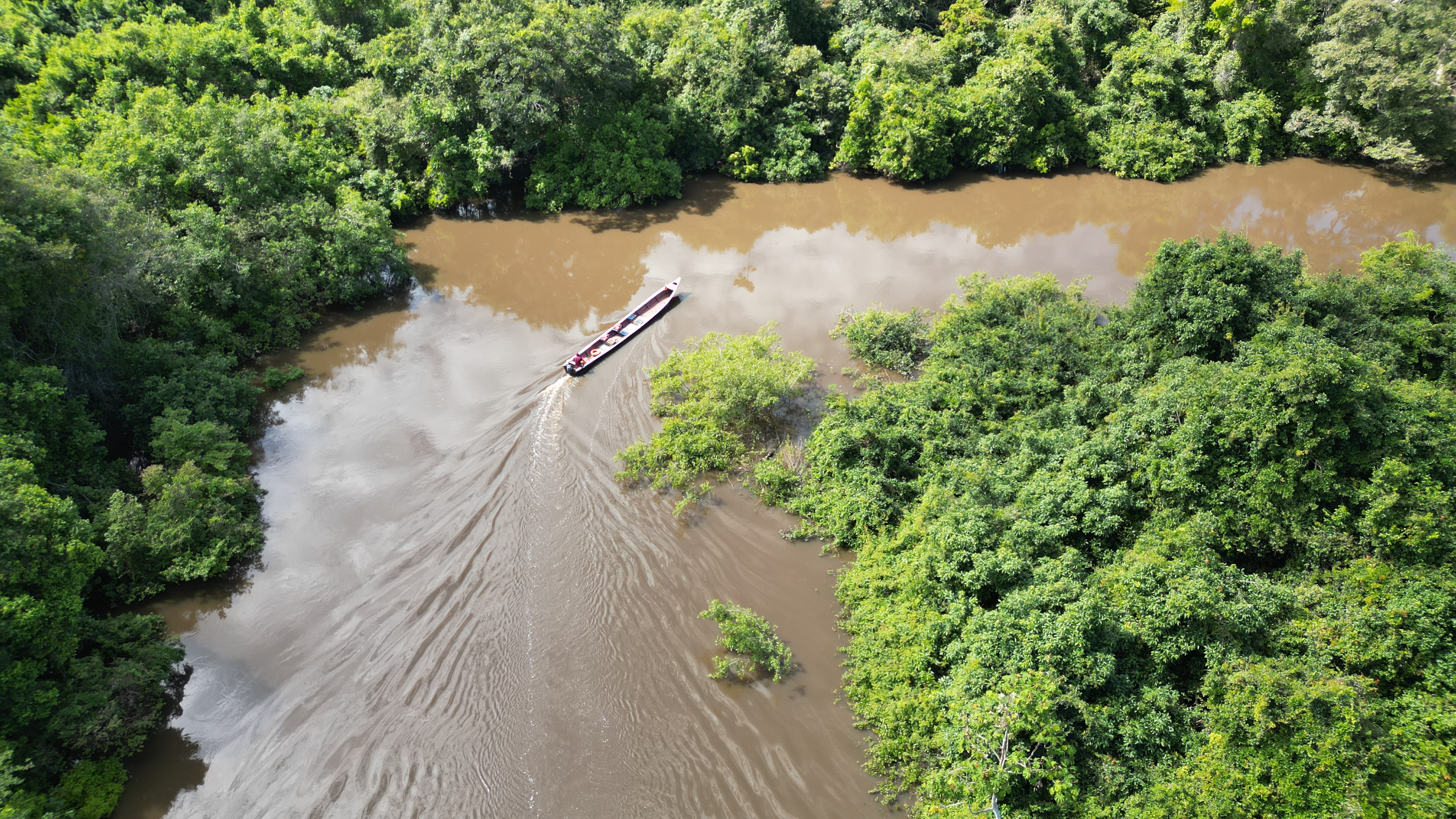
Navegación en el río Yacuma.

Las cabeceras del río Yacuma se encuentran dentro de la Reserva de la biosfera y tierra comunitaria de origen Pilón Lajas. El río discurre en dirección norte pasando por las población de Santa Rosa del Yacuma y cerca de la laguna Bravo (14°06′52″S 66°46′47″O / -14.11444, -66.77972), desde donde sigue discurriendo en dirección este, pasando por la ciudad de Santa Ana del Yacuma, hasta su desembocadura en el río Mamoré (13°39′34″S 65°19′57″O / -13.65944, -65.33250). Su longitud total es de 570 km y en su recorrido recibe multitud de afluentes, siendo los más importantes los ríos Rapulo, San Gerónimo, Bio y Seira (este último nace en la localidad de Seira en el departamento de Santa Cruz).